# Мессианская эра
Мессиа́нская э́ра — религиозное понятие, означающее будущий период времени на Земле, в котором Мессия будет царствовать и принесёт всеобщий мир и братство без какого-либо зла. Многие последователи авраамических религий верят, что такая эпоха наступит. Некоторые называют её «царством Божьим» или «грядущим миром». Иудеи считают, что приход Машиаха произойдёт в будущем. Христиане и мусульмане верят, что Мессией является Иисус (Иса), который также вернётся в будущем, однако мусульмане не придают Исе такое же значение.
Хотя и Ветхий, и Новый Завет говорят об эпохе после пришествия Мессии, выражение «мессианская эра» не встречается в книгах Ветхого Завета, а в Новом Завете называется «Тысячелетнее Царство» или «Новая земля».

## Зороастризм
Представления о Мессианской эре имеются в зороастризме, из которого в иудаистические школы постепенно к концу вавилонского пленения пришли следующие идеи:
- Существует верховный Бог (Ахурамазда), который является Творцом.
- Злая сила (Ангра-Майнью) противостоит ему и находится вне его контроля.
- Бог породил множество низших божеств, чтобы те помогли в битве со злой силой.
- Существуют рай и ад, куда человек попадёт в зависимости от своих поступков.
- Этот мир создан с конкретной целью, и его ожидает конец, который произойдёт при участии космического спасителя (Саошьянта). В конце времён будет воскрешение мёртвых и последний суд. Нечестивые будут уничтожены, а на Земле начнётся царство Бога. Праведники войдут в рай и будут полноценно бессмертными в вечном присутствии Бога[1].

## Иудаизм
Вплоть до вавилонского пленения идея Мессианской эры ещё не находит чёткого определения, ибо в пророчествах пришествие Мессии сливалось с эсхатологическим преображением человека и всей твари (напр., Ис. 11:1). В период Второго Храма впервые звучит пророчество о вре́менном пребывании Мессии на земле, вслед за которым наступит полнота Царства Божьего.
Мир после пришествия Мессии в иудейской литературе описывается словом олам ха-ба («мир, который придёт»). Этот же термин используется для описания существования души после смерти.
Олам ха-ба характеризуется мирным сосуществованием всех людей (Ис. 2:4). Ненависти, нетерпимости и войны не будет. Некоторые полагают[кто?], что законы природы изменятся и хищники больше не будут охотиться, а земля будет давать обильные плоды (Ис. 11:6 — 11:9). Другие полагают, что это лишь аллегория мира и процветания. Все иудеи вернутся из рассеяния среди других народов в свой дом в Израиле (Ис. 11:11, 12; Иер. 23:8; Иер. 30:3; Ос. 3:4, 5). Закон Юбилеев снова будет соблюдаться. Весь мир признает иудейского Бога Единственным истинным Богом, и иудейскую веру как единственную истинную (Ис. 2:3; Ис. 11:10; |Мис 4:2-3; Зах. 14:9). Не будет убийств, грабежей, зависти, греха (Соф. 3:13). В Храме возобновятся жертвоприношения, но будут только благодарственные жертвы, так как в умилостивительных жертвах за грех не будет нужды.

## Христианство

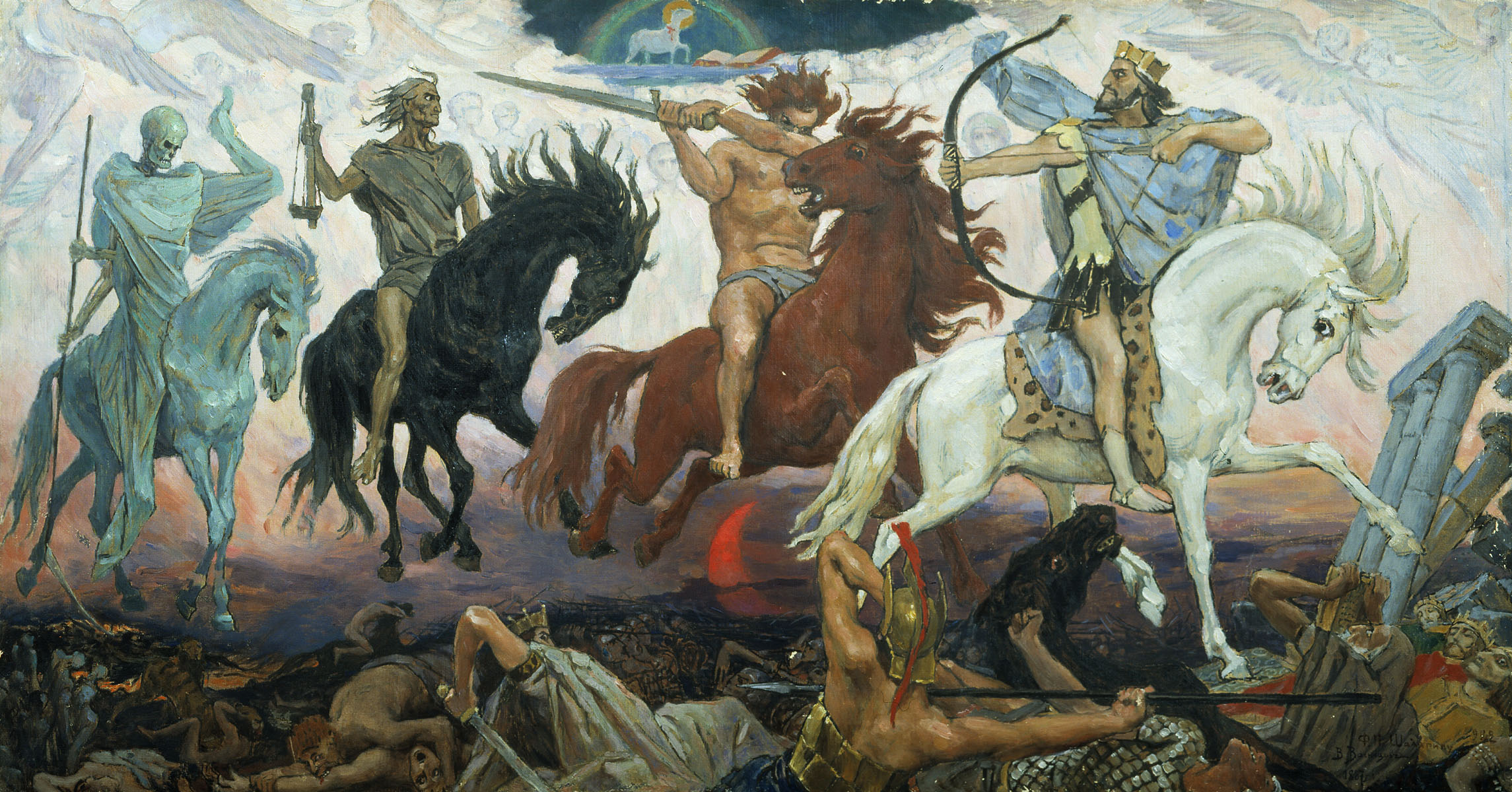
«Воины Апокалипсиса», картина Виктора Васнецова, 1887 г.

В христианстве существуют разные представления о времени эсхатологической Мессианской эры. Христианские конфессии, придерживающиеся амилленаризма, понимают её как отрезок времени между явлением Христа и Парусией. Это «время Церкви», время перманентного Суда Божьего, время проповеди Евангелия среди народов (Лк. 11:24), когда Царство Божье неприметным образом осуществляется в мире.
В то же время существуют христианские конфессии, на основании Откр. 20:4 рассматривающие Мессианскую эру как отдельный отрезок времени протяженностью в 1000 лет после Второго пришествия Христа. Такие взгляды называются премиллинаризмом.

## Ислам
В исламе мессианская эра описана в хадисах. Она наступит после того, как пророк Иса, который в исламе называется мессией (хотя и не в иудеохристианском смысле), покончит со смутой Даджжаля.